# Текнаф (упазіла)
Текна́ф (бенг. টেকনাফ, англ. Teknaf) — одна з 7 упазіл зіли Коксс-Базар регіону Читтагонг Бангладеш, розташована на півдні зіли, є найпівденнішою упазілою Бангладеш.
Населення — 170 607 осіб (2008; 152 557 в 1991).

## Адміністративний поділ
До складу упазіли входять 6 вардів:
| Зіла               | Площа, км² | Населення, осіб (2008) |
| ------------------ | ---------- | ---------------------- |
| Бахарчхара         | -          | 19682                  |
| Вхіконг            | -          | 39874                  |
| Нхілла             | -          | 37902                  |
| Сентмартін-Двіп    | -          | 4531                   |
| Сабранг            | -          | 16512                  |
| Текнаф             | -          | 52106                  |
| * Текнаф-Паурашава | -          | 17569                  |